# 田中 (横浜市)
田中（たなか、英: Tanaka）は横浜市磯子区の町名。現行行政地名は田中一丁目及び田中二丁目。住居表示実施済み区域。

## 地理
磯子区中部の内陸に位置し、東北東・西南西に長い形をしている。中央を南北に笹下釜利谷道路が通り、道の東側が一丁目、西側が二丁目となっている。一丁目に、道の東側に沿うように笹下川が流れ、さらにその東側に金沢道の旧道が通る。笹下川は町内で分岐し、支流の左右手川（）が二丁目南部へ流れる。笹下釜利谷道路沿いには古くからある住宅や商店がみられ、一丁目の丘陵地には戸建ての分譲住宅地三井団地や臨海部に工場を置く企業の社宅・寮がある。

### 地価
住宅地の地価は、2023年（令和5年）1月1日の公示地価によれば、田中1-10-18の地点で16万5000円/m²、田中2-6-4の地点で19万7000円/m²となっている。

## 歴史
地名は、現在の二丁目にある薬王寺の奥の院本道薬師如来像が水田から出現した事に由来する。

### 沿革
かつての久良岐郡田中村であり、1889年（明治22年）に笹下・矢部野・日野・栗木・上中里・峯・氷取沢の各村と合併、日下村大字田中となる。
- 1927年（昭和2年）4月1日 - 横浜市に編入され、横浜市田中町となった[8]。
- 1927年（昭和2年）10月1日 - 区制の施行により、磯子区が新設。横浜市磯子区田中町となった[9]。
- 1970年（昭和40年）4月1日 - 住居表示の実施（磯子区根岸地区）[10]に伴い、田中町の一部を含む一帯が洋光台一丁目 - 六丁目となり、笹下町の一部を田中町に編入する[11]。
- 1971年（昭和46年）7月5日 - 住居表示の実施（磯子区森・中原地区）[12]に伴い、一部を森六丁目、中原三丁目、中原四丁目に編入し、中原町の一部を編入する[13]。
- 1973年（昭和48年）8月5日 - 土地区画整理偉業に伴い、栗木町の一部を編入する[14]。
- 1977年（昭和52年）8月1日 - 住居表示の実施（港南区笹下地区）[15]に伴い、一部を港南区笹下三丁目に編入し、港南区笹下町の一部を編入する[16]。
- 1983年（昭和58年）8月8日 - 住居表示の実施（磯子区田中・栗木地区）[17]に伴い、栗木町と田中町を廃して栗木一丁目、栗木二丁目、栗木三丁目、田中一丁目、田中二丁目が設けられた[18]。

## 世帯数と人口
2025年（令和7年）6月30日現在（横浜市発表）の世帯数と人口は以下の通りである。
| 丁目       | 世帯数    | 人口    |
| ---------- | --------- | ------- |
| 田中一丁目 | 812世帯   | 1,769人 |
| 田中二丁目 | 996世帯   | 2,058人 |
| 計         | 1,808世帯 | 3,827人 |

### 人口の変遷
国勢調査による人口の推移。
| 年                 | 人口  |
| ------------------ | ----- |
| 1995年（平成7年）  | 3,251 |
| 2000年（平成12年） | 3,175 |
| 2005年（平成17年） | 3,374 |
| 2010年（平成22年） | 3,613 |
| 2015年（平成27年） | 3,953 |
| 2020年（令和2年）  | 3,817 |

### 世帯数の変遷
国勢調査による世帯数の推移。
| 年                 | 世帯数 |
| ------------------ | ------ |
| 1995年（平成7年）  | 1,206  |
| 2000年（平成12年） | 1,264  |
| 2005年（平成17年） | 1,457  |
| 2010年（平成22年） | 1,509  |
| 2015年（平成27年） | 1,625  |
| 2020年（令和2年）  | 1,633  |

## 学区
市立小・中学校に通う場合、学区は以下の通りとなる（2024年11月時点）。
| 丁目       | 番地                                                         | 小学校                   | 中学校                   |
| ---------- | ------------------------------------------------------------ | ------------------------ | ------------------------ |
| 田中一丁目 | 12 - 16番 18番1 - 8号 18番51 - 55号                          | 横浜市立日下小学校       | 横浜市立浜中学校         |
| 田中一丁目 | 1 - 11番 19番16号 19番21 - 22号                              | 横浜市立杉田小学校       | 横浜市立浜中学校         |
| 田中一丁目 | 17番 18番9 - 50号 19番1 - 15号 19番17 - 20号 19番23号 - 26番 | 横浜市立洋光台第一小学校 | 横浜市立洋光台第一中学校 |
| 田中二丁目 | 全域                                                         | 横浜市立洋光台第一小学校 | 横浜市立洋光台第一中学校 |

## 事業所
2021年（令和3年）現在の経済センサス調査による事業所数と従業員数は以下の通りである。
| 丁目       | 事業所数 | 従業員数 |
| ---------- | -------- | -------- |
| 田中一丁目 | 16事業所 | 83人     |
| 田中二丁目 | 34事業所 | 216人    |
| 計         | 50事業所 | 299人    |

### 事業者数の変遷
経済センサスによる事業所数の推移。
| 年                 | 事業者数 |
| ------------------ | -------- |
| 2016年（平成28年） | 46       |
| 2021年（令和3年）  | 50       |

### 従業員数の変遷
経済センサスによる従業員数の推移。
| 年                 | 従業員数 |
| ------------------ | -------- |
| 2016年（平成28年） | 242      |
| 2021年（令和3年）  | 299      |

## 交通
笹下釜利谷道路の田中バス停より洋光台駅や上大岡駅、金沢文庫駅、横浜駅へのバスの便があるほか、一丁目の住宅地を通り洋光台駅と磯子駅を結ぶ小型バスの路線もある。二丁目南部をJR根岸線がかすめ、田中二丁目から根岸線洋光台駅までは概ね1 km圏内である。

## その他

### 日本郵便
- 郵便番号 : 235-0035[3]（集配局：磯子郵便局[28]）

### 警察
町内の警察の管轄区域は以下の通りである。
| 丁目       | 番・番地等 | 警察署     | 交番・駐在所 |
| ---------- | ---------- | ---------- | ------------ |
| 田中一丁目 | 全域       | 磯子警察署 | 上中里交番   |
| 田中二丁目 | 全域       | 磯子警察署 | 上中里交番   |

## 参考資料
- 『神奈川県広域・詳細道路地図』（4刷）昭文社〈県別マップル 14〉、2006年。ISBN 9784398626998。
- 『横浜市町区域要覧』（PDF） 平成28年版、横浜市市民局、2016年6月。2022年9月6日閲覧。